# Obolon
Obolon JSC (ПАТ "Оболонь") er en ukrainsk bryggerikoncern, der producerer øl, sodavand, mineralvand, osv. De har hovedkvarter i Kyiv, hvor virksomheden blev etableret i 1980.